# サンタ・チェザーレア・テルメ
サンタ・チェザーレア・テルメ（イタリア語: Santa Cesarea Terme）は、イタリア共和国プッリャ州レッチェ県にある、人口約3,000人の基礎自治体（コムーネ）。

## 地理

### 位置・広がり

#### 隣接コムーネ
隣接するコムーネは以下の通り。
- カストロ
- ミネルヴィーノ・ディ・レッチェ
- オルテッレ
- オトラント
- ポッジャルド
- ウッジャーノ・ラ・キエーザ

## 行政

### 分離集落
サンタ・チェザーレア・テルメには、以下の分離集落（フラツィオーネ）がある。
- Cerfignano, Porto Miggiano, Vitigliano